# Psilorhinus morio
Psilorhinus morio е вид птица от семейство Вранови (Corvidae). Видът е незастрашен от изчезване.

## Разпространение
Разпространен е в Белиз, Коста Рика, Гватемала, Хондурас, Мексико, Никарагуа, Панама и САЩ.